# Ledomyia minuta
Ledomyia minuta är en tvåvingeart som först beskrevs av Zetterstedt 1838.  Ledomyia minuta ingår i släktet Ledomyia och familjen gallmyggor.
Artens utbredningsområde är Sverige. Inga underarter finns listade i Catalogue of Life.